# Józef Szpissman
Józef Szpissman, (Szpisman, Spiesman, Szpicman), (ur. ok. 1840 – zm. ?) – dowódca oddziału w powstaniu styczniowym, zesłaniec.
Pochodził z Warszawy, był mieszczaninem pochodzenia żydowskiego. Uczył się m.in. w Polskiej Szkole Wojskowej w Genui. W powstaniu był ranny. Po wzięciu do niewoli został skazany na 10 lat ciężkich robót w twierdzach. Katorgę odbył w Usolu. W 1874 przywrócono mu prawa stanu. W 1879 pracował w kopalniach złota Bazylewskiego. Nie wiadomo czy powrócił do kraju.